# Fatou (gorilla)

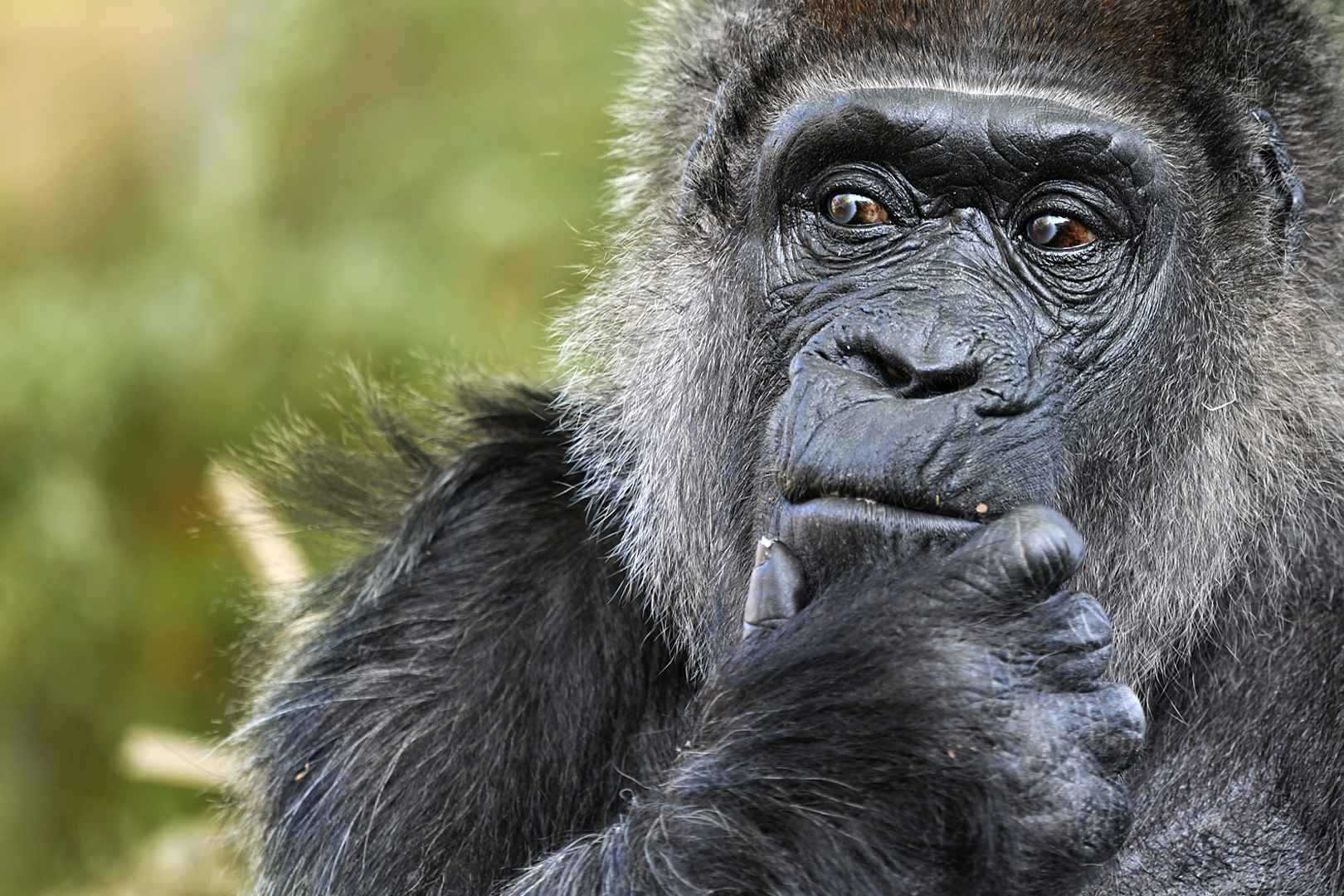
Fatou 2019.

Fatou är en västlig låglandsgorilla som lever i Berlins zoo i Tyskland. Hon föddes troligen 1957 i Afrika och räknas som den äldsta av sin art i världen. Hennes födelsedag firas varje år i mitten av april.
Rekorden hölls tidigare av gorillan Trudy på Little Rock Zoo i Arkansas i USA som var 63 år gammal när hon dog i juli 2019. I naturen lever gorillor normalt 30–40 år.
Fatou kom till Berlin via omvägar  när hon var omkring två år gammal från Marseille i Frankrike, där hon hade lämnats in som betalning på en bar av en okänd matros. Barägaren tog kontakt med Berlins zoo, som var känd för sina gorillor, och den 11 maj 1959 kom Fatou till djurparken.
1974 födde hon dottern Dufte som hon uppfostrade utan större problem trots att hon aldrig hade sett gorillaungar växa upp. Dufte avled 2001.